# وكالة إدارة المخاطر
وكالة إدارة المخاطر هي وكالة تابعة لوزارة الزراعة الأمريكية ، والتي تدير الشركة الفيدرالية للتأمين على المحاصيل (FCIC). المسؤول الحالي هو هيذر مانزانو.

## التاريخ
تم إنشاء وكالة إدارة المخاطر (RMA) في عام 1996 بموجب القانون الاتحادي لتحسين الزراعة والإصلاح لعام 1996 لتشغيل وإدارة الشركة الفيدرالية للتأمين على المحاصيل (FCIC).
تم إنشاء الشركة الفيدرالية للتأمين على المحاصيل في عام 1938 ، خلال فترة الكساد الكبير ، لتوفير التأمين للمزارعين للسماح لهم بالاستفادة من إنتاج المحاصيل، حتى في ظل الظروف الزراعية والاقتصادية الصعبة. اضطر العديد من المزارعين الأمريكيين لمغادرة مزارعهم نتيجة غبار السلطانية خلال هذه الفترة.

## البرامج والهيكل والموظفين والميزانية
لدى وكالة إدارة المخاطر (RMA) ثلاثة مجالات برنامجية: خدمات التأمين، والتي توفر تأمين المحاصيل الفيدرالي للمزارعين الأمريكيين ؛ إدارة المنتجات، التي تقوم بتطوير ومراجعة منتجات تأمين المحاصيل لضمان السلامة الاكتوارية ؛ والامتثال، الذي يراقب برامج التأمين على المحاصيل الفيدرالية بحثًا عن الاحتيال والإهدار وإساءة الاستخدام.
يتم إدارة الوكالة إدارة المخاطر بواسطة مدير يعينه وزير الزراعة بالولايات المتحدة . يعمل مدير الوكالة كمدير غير مصوت لمجلس الفيدرالية للتأمين على المحاصيل.
يستخدم الوكالة نواب للمسؤولين لإدارة كل مجال من مجالات البرنامج الثلاثة، فضلاً عن المدير المالي وكبير موظفي المعلومات ومدير مكتب الحقوق المدنية ومدير مكتب الشؤون الخارجية. هناك عشرة مكاتب إقليمية تابعة لهيئة الطرق والمواصلات في جميع أنحاء البلاد. توظف RMA أكثر من 450 شخصًا في مكاتب في جميع أنحاء البلاد.
كان لديها ميزانية تشغيل قدرها 74.8 مليون دولار خلال السنة المالية 2016 ، وتمكنت من أكثر من 102 مليار دولار من التزامات التأمين خلال عام 2015.

## روابط خارجية
- الموقع الرسمي
- وكالة إدارة المخاطر في السجل الفيدرالي